# Асадуллин, Альберт Нуруллович
Альбе́рт Нуру́ллович Асаду́ллин (тат. Альберт Нурулла улы Әсәдуллин; род. 1 сентября 1948, Казань) — советский и российский эстрадный певец, тенор-альтино. Заслуженный артист РСФСР (1988), народный артист Татарстана (1998). Лауреат премии «Фигаро» (2024).

## Биография
Родился в Казани в семье офицера в отставке, участника Великой Отечественной войны, и домохозяйки Нагимы. Кроме Альберта в семье было две старшие сестры Люция и Луиза. Одна старше на семь лет, а другая — на девять лет. Двоюродный брат Мулланур.
Красивый голос унаследовал от матери, но музыку в детстве не любил и учиться играть на пианино отказался. Среди источников вдохновения — Пол Маккартни, Джон Леннон, Оззи Осборн, Мик Джаггер, Ян Гиллан, Артур Браун, Роберт Плант.
Учился в Казанском художественном училище, затем окончил Академию художеств, получив диплом архитектора (1974). Именно в Академии начал петь — сначала в студенческом ансамбле «Призраки», затем — в группе «Фламинго».
В 1970-х годах пел в группе «Невское время», по выходным устраивали концерты в доме офицеров в Пушкине.
В 1975 году принял решение профессионально заниматься пением. Тогда же получил от ВИА «Поющие гитары» приглашение на главную роль в первой советской рок-опере «Орфей и Эвридика» (музыка Александра Журбина, либретто Юрия Димитрина, режиссёр Марк Розовский), став лауреатом специального диплома британского журнала «Music Week». Затем в течение пяти лет Асадуллин с успехом гастролировал в составе ВИА «Поющие гитары» по всему Советскому Союзу.
Этот успех во многом определил артистическое амплуа Асадуллина: он и в дальнейшем приглашался для участия в масштабных рок-спектаклях. Так в 1978 году он исполнил роль Тиля Уленшпигеля в рок-опере «Фламандская легенда» (Ромуальд Гринблат — Юлий Ким), а в 1979 году — главную роль в рок-опере «Гонки» (музыка А. Васильева и С. Самойлова — либретто Юрия Димитрина, по другим сведениям — Ю. Принцева и А. Палей). Регулярно посещал концерты классической музыки.
В 1976 году получил приглашение ЦТ на участие во Всесоюзном телеконкурсе «С песней по жизни» с песней «Ничей», где в финале (1977 г.) стал лауреатом Второй премии, первая досталась Розе Рымбаевой.
В 1979 году на VI Всесоюзном конкурсе артистов эстрады Асадуллин удостоен звания лауреата первой премии и второй премии на международном конкурсе «Золотой Орфей». Такое признание позволило ему начать сольную карьеру. Он стал ездить с концертами по стране, в его репертуаре были песни на музыку таких композиторов, как Андрей Петров, Виктор Резников, Валерий Гаврилин, Алексей Рыбников, Давид Тухманов, Владимир Быстряков и Игорь Корнелюк.
В 1980 году создал при Ленконцерте ансамбль «Пульс», где делал свои первые шаги на эстраде Александр Розенбаум, а Асадуллин исполнял несколько его песен. Исполнял песни Андрея Петрова, Юрия Саульского, В. Гаврилина, Вениамина Баснера, Л. Квинт, Давида Тухманова, Александра Розенбаума, Александры Пахмутовой, Игоря Корнелюка и других композиторов. В составе «Пульса» Асадуллин проработал до 1983 года.
В 1982 году вышел 4-серийный художественный фильм режиссёра Леонида Менакера «Никколо Паганини» с Владимиром Мсряном в главной роли, в котором из серии в серию кочевал музыкальный лейтмотив главного героя — лёгкая, свободная, чуть ироничная мелодия композитора Сергея Баневича. В 1984 году исполнил песню «Дорога без конца» (С. Баневич — Т. Калинина), с ней Асадуллин стал лауреатом песенного фестиваля «Песня-84» и принял участие в заключительном гала-концерте в канун 1985 года.
В 1980—1984 годах сотрудничал с А. С. Бадхеном и его оркестром, принимал участие во многих правительственных концертах и в Днях культуры Ленинграда во многих городах СССР. Много пел за рубежом с оркестром Г. Гараняна. Второй исполнитель песни «Мир без чудес» после Ирины Понаровской.
В 1984—1988 годах — солист Липецкой областной филармонии.
В 1987 году вышел диск-гигант с песнями Асадуллина, получивший название «Всё это с нами было». Помимо «Дороги без конца», в сборник вошли такие его популярные песни, как «Мальчик с девочкой дружил» (Игорь Корнелюк — Сергей Михалков) и «Всё это с нами было» (Вячеслав Малежик — Михаил Танич).
В 1988 году получил звание «Заслуженный артист РСФСР».
В годы перестройки начал добавлять в свои программы татарские народные песни, а в 1989 вернулся к изначальному своему амплуа, исполнив главную партию в рок-сюите «Магди» (музыка М. Шамсутдиновой, постановка Дамир Сиразиев). Эта постановка, либретто для которой написано на сюжет Корана, стала первой татарской фолк-рок-оперой. В 1990—1992 «Магди» показывалась во всех крупных городах Татарии, Ленинграде и Москве.
В декабре 1989 года в театре оперы и балета им. М. Джалиля (г. Казань) состоялась премьера рок-оперы Рашида Калимуллина на татарском языке «Крик кукушки» («Ерактагы кәккүк авазы»). Альберт Асадуллин исполнил главную партию Алтынбека.
В 1993 в концертном зале «Октябрьский» в Санкт-Петербурге состоялся бенефис Асадуллина. В 1995 вышла CD-версия пластинки «Всё это с нами было» под названием «Дорога без конца».
В 2002 году певец принимал участие в записи анимационного фильма по мотивам сказок немецкого писателя Вильгельма Гауфа «Карлик Нос» (режиссёр Илья Максимов).
В 2003 году, к 300-летию Санкт-Петербурга, Асадуллин подготовил свою новую концертную программу «Голос», в которой он исполнил классические и рок-композиции.
В 2005 году записал диск татарских песен «Жемчужины»: «В нём и глубокая этника, и классика, и современные песни, и камерные вещи. Там нет пауз между песнями, они наполнены звуками: разговорами, шумом города, шелестом листвы».
Солист Государственного концертно-филармонического учреждения «Петербург-концерт». Выступал на праздновании 1000-летия Казани в 2005 году.
В феврале 2006 года состоялся концерт Альберта Асадуллина «Возвращение Орфея» в Санкт-Петербурге во Дворце культуры «Выборгский».
16 января 2009 года в Татарском академическом театре оперы и балета имени М.Джалиля прошёл бенефис Альберта Асадуллина «Дорога Орфея».
В 2010 году Альберт Асадуллин исполнил главную роль Марина Мирою в мюзикле «Безымянная звезда» в постановке «Театра Рок-опера» (музыка Марка Самойлова, либретто М. Ромашина и Ф. Гройсмана по мотивам пьесы Михаила Себастиана). Исполнял партии Шурале в опере Резеды Ахияровой «Любовь поэта».
17 апреля 2010 года в ДК имени Горького Асадуллин представил новую программу «Музыка души»..
Создатель детского вокального конкурса «Серебряный Орфей», председатель жюри конкурса детской эстрадной песни «Золотой ключ», преподаватель в Российском государственном педагогическом университете им. А И. Герцена. В 2011 году при ДК им. Горького была создана Школа вокала Альберта Асадуллина.
В 2017 году в петербургском ТЮЗе им. Брянцева прошли премьерные показы спектакля «Кентервильское привидение», режиссером которого выступил Виктор Крамер. В главной роли – Асадуллин.
21 ноября 2018 года в Санкт-Петербурге в БКЗ "Октябрьский" состоялся юбилейный концерт Асадуллина «Дорога без конца и музыка, которой нет конца».
Участник проекта «Четыре голоса — четыре континента», представленного четырьмя вокалистами 1960—1980-х годов: Леонид Бергер — первый вокалист ансамбля «Веселые ребята» (Австралия), экс-вокалист группы «Аракс» Анатолий Алёшин (Северная Америка), Альберт Асадуллин (Европа), экс-вокалист ВИА «Альтаир» Виктор Березинский (Азия). Принимает участие в проекте «Признание» (с участием непрофессональных артистов).
В 2019 году провёл гастроли по России с участием джаз-бэнда и симфонического оркестра.

## Личная жизнь
Альберт Асадуллин был женат дважды. В первом браке у него родился сын Владислав. Вторая жена Елена — театральный администратор. В семье две дочери — Алина и Алиса.
Не знает нотной грамоты, в музыкальной школе не учился.
В 2006 году Асадуллины переехали из Санкт-Петербурга в посёлок Воейково Всеволожского района на постоянное проживание, где построили дом.

## Дискография
- Вокально-инструментальный ансамбль «Солнце» (С62-10957-8, Мелодия, 1978 г.)
- Песни Андрея Петрова (журнал «Клуб и художественная самодеятельность» № 3-79) (Г92-07165, 1979 г.)
- «Лирические песни на стихи Льва Ошанина» (VA, С60—11659-60, Мелодия, 1979 г.) — песня «Ташкент» (Д. Тухманов — Л. Ошанин, Р. Бабаджан)
- А. Журбин, Ю. Димитрин, «Поющие гитары» — «Орфей и Эвридика» (C60—13833-6, Мелодия, 2LP, 1980 г. /CDMAN 097-03, Бомба-Питер, 2 CD, 2003 г.) — партия Орфея
- «Я вернусь» (С62—15849-50, Мелодия, 7", 1981 г.)
- «Лето без тебя» (VA, С62—17075 — 6, Мелодия, 7", 1982 г.) — песня «Снился мне сон» (слова и музыка В. Резникова)
- «Всё это с нами было» (С60—25961 006, Мелодия, 1987 г.) Записи 1987 г. в сопровождении группы п/у Ростислава Штыня и ЭСО п/у Анатолия Бадхена, Переиздан в 1995 г. как «Дорога без конца» (CD90007)
- Песни на стихи Татьяны Калининой «Дорога без конца…» (VA, CDMAN 226-04, Бомба-Питер, 2004 г.) — песня Дорога без конца — Альберт Асадуллин, Оркестр Ленингpaдскогo тeлeвидения и радиo п/у С. Горковенко
- «Жемчужины» (CDMAN 266-05, Бомба-Питер, 2005 г.)
- Зонг-опера Санкт-Петербургского театра «Рок-опера» «Орфей и Эвридика. 30 лет спустя» (CD, CDMAN 271-05, Бомба-Питер, 2005 г.) — партия Орфея
- «Дорога без конца» (CD, Монолит Рекордс – МТ 715391-122-1, 2007 г.)
- «Альберт Асадуллин. Золотая коллекция ретро» (BoMB 033—485/486, Бомба Мьюзик, 2 CD, 2008 г.)
- «Альберт Асадуллин. Золотая коллекция. Лучшие песни» (CD, ВоМВ 033—487 МР3, Бомба Мьюзик, 2009 г.)

## Фильмография

### Роли в кино
- 1977 — Лишний день в июне — Лэмисон (Вопл Стонли)
- 1978 — Для Вас
- 1978 — Уходя — уходи — певец в ресторане
- 1981 — Сказку эту поведаю теперь я свету… — Ратмир

### Озвучивание мультфильмов
- 2003 — Карлик Нос (реж. Илья Максимов) — Якоб-карлик / Взрослый Якоб

### Вокал в фильмах
- 1977 — Лишний день в июне
- 1978 — Уходя — уходи — песни «Ласточка» и «Жалеть не надо о былом»
- 1981 — Сказку эту поведаю теперь я свету…
- 1982 — Никколо Паганини — песня «Дорога без конца»
- 1983 — Приключения маленького Мука — Гасан (вокал)
- 1986 — Семь криков в океане

### Вокал в мультфильмах
- 2003 — Карлик Нос
- 2012 — Смешарики. Новые приключения (серия «Спартакиада») — песня «О спорт — ты мир»

## Награды
- Орден «За заслуги в культуре и искусстве» (29 мая 2024 года) — за большой вклад в развитие отечественной культуры и искусства, многолетнюю плодотворную деятельность[12].
- Орден «Дуслык» (27 августа 2018 года, Татарстан) — за значительный вклад в развитие культуры и музыкального искусства, многолетнюю плодотворную творческую деятельность[13].
- Заслуженный артист РСФСР (1988).
- Народный артист Татарстана (1998).
- Лауреат премии «Фигаро» (2024)[14].